# Sant Miquel de la Tosca del Vilosell
Sant Miquel de la Tosca és una ermita al terme municipal del Vilosell (Garrigues) protegida com a bé cultural d'interès local.

## Edifici
És una església d'una sola nau rectangular modificada amb el temps. L'exterior està arrebossat; la coberta és a dues aigües de teula àrab. A la zona dels peus hi ha un petit campanar d'espadanya. Té una façana molt senzilla amb una entrada d'arc de mig punt adovellat que a la clau hi té un escut gravat on hi figura la data de 1730. Les obertures a la façana dels peus són petites i disposades de forma irregular. Destaquem també el cor alt, a l'entrada.
L'edifici actual és un santuari del segle xviii, però el tenim documentat des del 1482. S'hi celebren importants aplecs de la comarca. Té uns Goigs dedicats que van repetint: "Sigueu el nostre advocat, de la Tosca Sant Miquel". Destaca el seu retaule neoclàssic. Durant la lluita napoleònica serví d'hospital de sang a les tropes franceses. Actualment hi viu un ermità.

## Jaciment
Sant Miquel de la Tosca també és un jaciment arqueològic del leptolític que fou trobat per Salvador Vilaseca l'any 1970. El jaciment prehistòric està situat al Vilosell, a la comarca de Les Garrigues. El jaciment es troba al municipi del Vilosell, a la comarca de Les Garrigues. Les coordenades UTM són X: 328700.00, Y: 4581070.00 i es troba a una altitud de 745 m sobre el nivell del mar. El jaciment ha sigut datat del Leptolític (-33000/-5500) i va ser un centre o taller de producció i explotació de sílex. Al seu entorn trobem; en el vessant nord, la serra que delimita amb el Barranc de Sant Miquel de la Tosca i a l'est, l'ermita amb el mateix nom. La zona està envoltada de densa massa boscosa i de vegetació arbustiva al nord de la Serra de la Llena. El jaciment està localitzat a un terreny erm.
El jaciment va ser localitzat pel historiador Salvador Vilaseca l'any 1970. Anys després, es van fer unes prospeccions per membres del Grup de Recerques Arqueològiques de "La Femosa" d'Artesa de Lleida on es van recollir algunes ascles de sílex més, confirmant les troballes de l'historiador. L'any 1984 es va generar una fitxa en la qual esmenta que en Salvador Vilaseca va trobar diverses ascles de sílex, de les quals algunes estaven retocades. Temps després, es van fer prospeccions per part dels membres del Grup de Recerques Arqueològiques "La Femosa" d'Artesa de Lleida, on es van recollir algunes ascles de sílex més, confirmant les troballes de Salvador Vilaseca. Posteriorment, es va fer una prospecció ocular de la qual no es va documentar cap mena de resta arqueològica pels voltants del jaciment, degut a les dificultats del terreny abrupte i la densa coberta vegetal existent. Actualment, les restes es troben al Museu Arqueològic Local d'Artesa de Lleida i a la col·lecció S. Vilaseca a Reus.